# ASPTT Mulhouse Volley-Ball 2017-2018
Questa voce raccoglie le informazioni riguardanti l'ASPTT Mulhouse Volley-Ball nelle competizioni ufficiali della stagione 2017-2018.

## Organigramma societario
Area direttiva
- Presidente: Gérard Reeb

Area tecnica
- Allenatore: Magali Magail
- Allenatore in seconda: Christophe Magail

## Rosa
| N° | Nome               | Ruolo | Data di nascita   | Nazionalità sportiva |
| -- | ------------------ | ----- | ----------------- | -------------------- |
| 1  | Bojana Marković    | S     | 20 giugno 1990    | Serbia               |
| 2  | Alexa Dannemiller  | P     | 9 giugno 1993     | Stati Uniti          |
| 3  | Ol'ha Trač         | C     | 15 novembre 1988  | Ucraina              |
| 4  | Britt Herbots      | S     | 24 settembre 1999 | Belgio               |
| 5  | Ciara Michel       | C     | 2 luglio 1985     | Regno Unito          |
| 6  | Manon Jaegy        | L     | 25 ottobre 2001   | Francia              |
| 7  | Aziliz Divoux      | P     | 3 gennaio 1995    | Belgio               |
| 8  | Lisa Jeanpierre    | S     | 28 luglio 1999    | Francia              |
| 9  | Léa Soldner        | L     | 10 febbraio 1996  | Francia              |
| 10 | Hayley Spelman     | S/O   | 11 giugno 1991    | Stati Uniti          |
| 11 | Michaela Abrhámová | C     | 31 agosto 1993    | Slovacchia           |
| 12 | Katarina Budrak    | S     | 5 febbraio 1998   | Montenegro           |
| 13 | Lara Davidović     | S/O   | 13 dicembre 1997  | Francia              |
| 14 | Aurélia Ebatombo   | S     | 1º ottobre 1998   | Francia              |
| 16 | Margaux Chambon    | P     | 3 maggio 2000     | Francia              |
| 17 | Laura Dreyer       | C     | 26 agosto 1999    | Francia              |
| 20 | Carla Rueda        | S     | 19 aprile 1990    | Perù                 |